# La Roda de Andalucía
La Roda de Andalucía er en by og kommune i det sydlige Spanien i provinsen Sevilla. Den har et indbyggertal på 4.180 (2024) indbyggere.